# Радомировская псалтырь

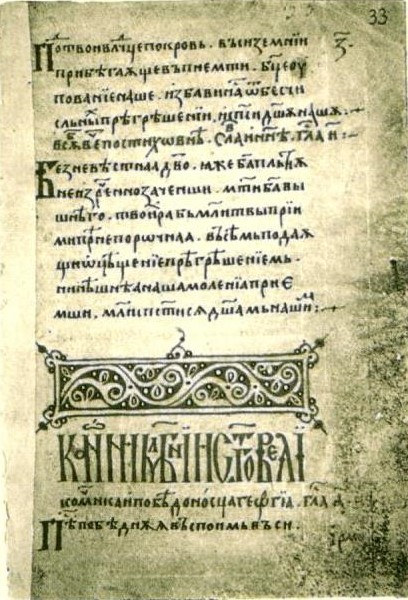
Лист из Радомировской псалтыри

Радомировская псалтырь — пергаментная рукопись на среднеболгарском языке, хранящаяся в библиотеке монастыря Зограф (сигнатура I.д.13). Один лист (сигнатура Q.п. I.11) рукописи находится в Российской национальной библиотеке в Санкт-Петербурге. Считается, что она восходит к XIII веку. Рукопись содержит два кратких предисловия, Псалтырь (в том числе три тропаря и молитвы после каждого раздела псалтыри), девять библейских песен, «Слово егда Саул гонеше Давида», полуночную службу и два богослужебных указателя. Богато украшенные заставки и буквицы, очевидно, созданы переписчиком. Последний сообщил свое имя в кратком примечании на листе 167а: «Грешни Радомир дяк писа». Отсюда и происходит современное название рукописи.

## Издания
- Макариjоска, Л. Радомиров псалтир. Скопjе, 1997 [пълно издание на текста]

## Исследования
- Карачорова, И. Особености в текста на Радомировия псалтир. — Старобългаристика, 14, 1990, № 4, 47-60
- Карачорова, И. За състава на Радомировия псалтир. — Старобългарска литература, 32, 2001, 111—120